# Alloiodites regulus
Alloiodites regulus är en skalbaggsart som först beskrevs av August Reichensperger 1939.  Alloiodites regulus ingår i släktet Alloiodites och familjen stumpbaggar. Inga underarter finns listade i Catalogue of Life.